# ۷۱۸ (پیش از میلاد)
۷۱۸ (پیش از میلاد) ۷۱۸مین سال قبل از تقویم میلادی است.